# پیتر روشیچکا
پیتر روشیچکا (انگلیسی: Peter Ružička; ۹ اوت ۱۹۴۷ – ۵ اکتبر ۲۰۰۳) دانشمند در زمینه رایانش توزیع‌شده اهل اسلواکی بود.
وی همچنین برندهٔ جوایزی همچون برنامه فولبرایت شده‌است.